# Koruna (měna)
Koruna je jméno pro oficiální platnou měnu v pěti evropských státech a jednom závislém území. Název měny představuje symbol monarchie razící mince. Historicky se používala především v zemích severní a střední Evropy.

## Platná měna
| ISO 4217 kód měny | Název měny       | Zkratka | Stát                        | Předchůdce            | Začátek platnosti |
| ----------------- | ---------------- | ------- | --------------------------- | --------------------- | ----------------- |
| CZK               | Koruna česká     | Kč      | Česko                       | Koruna československá | 8. února 1993     |
| DKK               | Dánská koruna    | kr      | Dánsko a Grónsko            | Dánský rigsdaler      | 1. ledna 1875     |
| nemá (DKK)        | Faerská koruna   | kr      | Faerské ostrovy             | Dánská koruna         | 31. května 1940   |
| ISK               | Islandská koruna | kr      | Island                      | Dánská koruna         | 1885              |
| NOK               | Norská koruna    | kr      | Norsko a jeho závislá území | Norský speciedaler    | 1873              |
| SEK               | Švédská koruna   | kr      | Švédsko                     | Švédský riksdaler     | 1873              |

## Historická měna
| ISO 4217 kód měny | Název měny                         | Zkratka    | Stát                                 | Předchůdce                            | Začátek platnosti | Konec platnosti | Následovník |
| ----------------- | ---------------------------------- | ---------- | ------------------------------------ | ------------------------------------- | ----------------- | --------------- | --- |
| neměla            | Anglická koruna                    | neměla     | Anglie                               | Sovereign                             | 1526              | 1707            | Britská koruna                                                                                                 |
| neměla            | Britská koruna                     | neměla     | Spojené království                   | Anglická koruna Skotský dolar         | 1707              | 1970            | Britská libra                                                                                                  |
| neměl             | Korunový tolar Rakouského Nizozemí | neměl      | Rakouské Nizozemí                    | Říšský tolar                          | 1755              | 1797            | Francouzský frank                                                                                              |
| neměla            | Rakousko-uherská koruna            | K          | Rakousko-Uhersko                     | Rakousko-uherský zlatý                | 1892              | 1918            | Koruna československá Jugoslávská koruna Maďarská koruna Fiumská koruna Rakouská koruna Lichtenštejnská koruna |
| neměla            | Lichtenštejnská koruna             | KR         | Lichtenštejnsko                      | Rakousko-uherská koruna               | 1898              | 1921            | Švýcarský frank Lichtenštejnský frank                                                                          |
| neměla            | Rakouská koruna                    | K          | Rakousko                             | Rakousko-uherská koruna               | 1919              | 1924            | Rakouský šilink                                                                                                |
| neměla            | Maďarská koruna                    | K          | Maďarsko                             | Rakousko-uherská koruna               | 1919              | 1926            | Pengő |
| neměla            | Jugoslávská koruna                 | K, kr      | Království Srbů, Chorvatů a Slovinců | Rakousko-uherská koruna               | 1918              | 1919            | Jugoslávský dinár                                                                                              |
| neměla            | Fiumská koruna                     | Cor., FIUK | Fiume                                | Rakousko-uherská koruna               | 1919              | 1920            | Italská lira                                                                                                   |
| neměla            | Koruna československá              | Kč         | Československo                       | Rakousko-uherská koruna               | 1919              | 1939            | Protektorátní koruna Koruna slovenská                                                                          |
| CSK               | Koruna československá              | Kčs        | Československo                       | Protektorátní koruna Koruna slovenská | 1945              | 1992            | Koruna česká Slovenská koruna                                                                                  |
| neměla            | Protektorátní koruna               | K          | Protektorát Čechy a Morava           | Koruna československá                 | 1939              | 1945            | Koruna československá                                                                                          |
| neměla            | Koruna slovenská                   | Ks         | Slovensko                            | Koruna československá                 | 1939              | 1945            | Koruna československá                                                                                          |
| SKK               | Slovenská koruna                   | Sk         | Slovensko                            | Koruna československá                 | 1993              | 2009            | Euro |
| neměla            | Grónská koruna                     | kr         | Grónsko                              | Dánský rigsdaler                      | 1874              | 1968            | Dánská koruna                                                                                                  |
| neměla            | Estonská koruna                    | kr         | Estonsko                             | Estonská marka                        | 1928              | 1940            | Sovětský rubl                                                                                                  |
| EEK               | Estonská koruna                    | kr         | Estonsko                             | Sovětský rubl                         | 1990              | 2010            | Euro |